# Sylvie Pichot
Pour les articles homonymes, voir Pichot.
Sylvie Pichot est une femme politique française, née le 1er juin 1955 à Poissy. Membre du Parti socialiste, elle devient députée de la première circonscription de la Mayenne le 22 juillet 2012, à la suite de la nomination au gouvernement de Guillaume Garot.

## Biographie
Enseignante à la retraite, Sylvie Pichot est élue maire de la ville de Bais en mars 2008. Adhérente au Parti socialiste depuis des années, elle accepte à ce titre d'être la suppléante de Guillaume Garot, député-maire de Laval lors des élections législatives de 2012. Lorsque celui-ci est nommé au gouvernement, elle devient la première femme parlementaire du département.
Elle est alors membre de la Commission de la défense de l'Assemblée nationale. 
Lors des élections municipales du 23 mars 2014, sa liste est battue et Sylvie Pichot cède la mairie de Bais, mais elle reste conseillère municipale. Le 16 avril 2014, elle est élue vice-présidente de la Communauté de communes des Coëvrons, chargée de l'aménagement du territoire, mais son poste de conseillère communautaire est supprimé fin août 2014 à la suite de la modification de la composition du Conseil communautaire de la Communauté de communes des Coëvrons.
À la suite de la non-reconduction de Guillaume Garot comme ministre au Gouvernement Manuel Valls, elle cède à ce dernier son mandat de député le 2 mai 2014 conformément à la loi de 2008.

## Mandats

### Actuels
- Depuis le 23 mars 2014 : Conseillère municipale d'opposition de Bais.

### Passés
- De 2008 à 2014 : maire de Bais[4].
- Du 22 juillet 2012 au 2 mai 2014[5] : députée de la première circonscription de la Mayenne.
- Du 31 décembre 2012 au 31 mars 2014 : vice-présidente de la communauté de communes des Coëvrons, chargée du tourisme.
- Du 16 avril 2014 au 22 septembre 2014 : vice-présidente de la communauté de communes des Coëvrons, chargée de l'aménagement du territoire.